# Anvil Studio
Anvil Studio는 마이크로소프트 윈도우에서 실행되는 디지털 오디오 워크스테이션 소프트웨어이다.

## 소프트웨어 개요
Annil Studio는 선택적 추가 기능이 있는 무료 핵심 프로그램으로 구성된다. 무료 버전은 표준 MIDI 형식 파일을 불러오거나 저장하고, 개별 트랙을 편집할 수 있는 MIDI 편집기/시퀀서이다:
- 보표 편집기
- 피아노롤 편집기
- 드럼 편집기
- TAB 악보 편집기
- MIDI 이벤트 목록 편집기

이 프로그램은 표준 MIDI 시퀀서 정의 이벤트 (FF 7F)를 사용하여 다음과 같이 MIDI 표준에 의해 특별하게 정의되지 않은 항복을 제어한다:
- 가사를 렌더링할 때 사용할 글꼴
- 음표 또는 악보의 위치
- 오디오 트랙용 펄스 부호 변조 형식의 오디오 파일에 대한 링크

기본적으로 Anvil Studio는 재생에 일반 MIDI 소프트웨어 신디사이저를 사용하지만, 해당 트랙을 VST 악기 또는 외부 MIDI 장치에 할당할수도 있다. 코어 오디오, ASIO, DirectX, 윈도우 드라이버 모델 또는 활성화된 드라이버를 사용하여 오디오를 처리한다.